# 吳晟
吳晟（1944年9月8日—），本名吳勝雄，臺灣彰化縣溪州鄉圳寮村人。1971年屏東農業專科學校畜牧科畢業後，曾任溪州國中生物科教師，2020年6月17日獲國立東華大學頒授榮譽文學博士。 臺灣鄉土文學作家，創作以新詩為主、散文為輔，寫作之餘亦從事農事，在溪州種了一片樹園叫純園，以母親的名命名，裡面有3,000多棵原生種樹木；並兼任國立東華大學華文文學系、靜宜大學中國文學系講師，曾任國立東華大學華文文學系駐校作家，並獲頒東華大學名譽文學博士學位。

## 生平與作品風格
1944年生於彰化溪州，吳晟小學時因接觸《新生文藝》因而愛上新詩，初中時即陸續發表詩作，於於屏東農專就讀期間，亦持續向《藍星詩頁》、《野風》、《文星》、《幼文藝》、《海鷗詩項》等刊物投稿，也主編校刊《南風》和校報《屏東農專雙周刊》，奠定文學基礎。
1970年代自屏東農業專科學校畢業後，吳晟便返鄉擔任溪洲國中生物科老師，課餘期間從事農務和寫作，以新詩和散文為主要的創作文體，曾創作近百首以農民生活為主題的詩歌，四十歲後則以散文為主。在創作主題上，他的作品多書寫農村與鄉土情懷，探討農民命運並且關懷台灣社會變遷，退休後專職投入農耕與寫作。
他的詩作〈負荷〉曾入選國中課本，內容描述父親對兒女的愛與牽絆，並被台灣文學館翻譯為越南文在當地出版。
2016年起，吳晟擔任蔡英文政府總統府資政，2024年賴清德政府後續任資政一職。

## 家庭
吳晟妻子莊芳華與吳晟同樣是教師，其兄莊秋雄曾任台獨聯盟美國本部主席，莊秋雄現居美國數十年；吳晟有七個兄弟姊妹。長子吳賢寧為彰化基督教醫院心臟內科醫師，長孫吳采青；次子為929樂團主唱、吉他手吳志寧，育有一女；其女為前台北農產運銷公司總經理吳音寧。

## 主張
「寫台灣人、敘台灣事、繪台灣景、抒台灣情」是吳晟的創作主張。

## 貢獻
吳主張支持年金改革，自稱其教師退休金月領6萬多元，已領17年，超過1,000萬的退休金。吳僅最後五年任職期間（1995年－2000年）有每月扣繳退撫基金（儲金制，新制），其餘年資為恩給制（舊制）。近年積極參與環保抗爭運動，包括2010年前後的反國光石化運動，以及2011與2012年彰化溪州鄉民反中科四期的搶水抗爭。

## 作品列表

### 詩集
- 《飄搖裏》（屏東：中國書局，1966）／（台北：洪範書店，1985）
- 《吾鄉印象》（新竹：楓城出版社，1976）／（台北：洪範書店，1985）
- 《泥土》（台北：遠景出版公司，1979）
- 《向孩子說》（台北：洪範書店，1985）
- 《吳晟詩集》（台北：開拓出版社，1994）
- 《吳晟詩選 1963-1999》（台北：洪範書店，2000）
- 《他還年輕》（台北：洪範書店，2014）／（台北：洪範書店，2016）
- 《泥土：吳晟二十世紀詩集》（台北：洪範書店，2022）
- 《他還年輕：吳晟二十一世紀詩集》（台北：洪範書店，2022）

### 散文集
- 《農婦》（台北：洪範書店，1982）
- 《店仔頭》（台北：洪範書店，1985）
- 《無悔》（台北：開拓出版社，1992）
- 《不如相忘》（台北：開拓出版社，1994）／（台北：華成圖書，2002）
- 《筆記濁水溪》（南投：南投縣文化局，2002）／（台北：聯合文學，2002）／（台北：聯合文學，2019）
- 《一首詩一個故慈心事》（台北：聯合文學，2002）
- 《吳晟散文選》（台北：洪範書店，2006）
- 《守護母親之河：筆記濁水溪》（台北：聯合文學，2014）
- 《我的愛戀 我的憂傷》（台北：洪範書店，2019）
- 《文學一甲子1：吳晟的詩情詩緣》（台北：聯合文學，2022）
- 《文學一甲子2：吳晟的文學情誼》（台北：聯合文學，2022）

### 主編文選
- 《吃豬皮的日子》（台北：五南 ，2006）
- 《在黎明的鳥聲中醒來》（台北：五南，2006）
- 《遊戲開始》（台北：國立編譯館，2008）

### 合撰文集
- 吳晟、吳明益：《溼地‧石化‧島嶼想像》（台北：有鹿文化，2011）
- 吳晟、楊渡、詹澈、陳填文字；薛培德（Barry Schuttler）攝影：《吾鄉．稻香》（台北：南方家園，2011）
- 吳晟、蕭蕭等：《彰化縣文學家的城市》（彰化：彰化縣政府文化局，2012）
- 吳晟、余光中等：《為愛啟程》（台北：幼獅文化，2014）
- 吳晟、吳志寧、林葦芸：《只有青春唱不停：吳志寧的音樂、成長與阿爸》（台北：有鹿文化，2014）
- 吳晟、鄒欣寧、唐炘炘：《種樹的詩人》（台北：果力文化，2017）

### 文學選集
- 陳建忠編：《吳晟集》（台南：國立台灣文學館，2009）
- 阮秋賢、阮青延譯：《甜蜜的負荷：吳晟詩文雙重奏(中越文版)》（台南：國立臺灣文學館，2018）
- 阮秋賢、阮青延譯：《甜蜜的負荷：吳晟詩文雙重奏(越文版)》（台南：國立臺灣文學館，2018）

### 評論專著
- 《北農風雲：滿城盡是政治秀》（台北：印刻，2020）

### 唱片
- 2008年兒子吳志寧挑選十篇詩邀請音樂人加以譜曲，發行《甜蜜的負荷》專輯。包括了以下十篇作品：
  - 〈吾鄉印象〉 - 羅大佑
  - 〈曬穀場〉 - 林生祥
  - 〈全心全意愛你〉（原詩名：〈制止他們〉） - 吳志寧
  - 〈息燈後〉 - 胡德夫
  - 〈我不和你談論〉 - 張懸
  - 〈秋日〉 - 陳珊妮
  - 〈雨季〉 - 濁水溪公社
  - 〈沿海一公里〉 - 黃小楨
  - 〈階〉 - 黃玠
  - 〈負荷〉 - 吳志寧

## 紀錄片
2022年由目宿媒體製作、林靖傑導演之紀錄片《他還年輕》上映，為「他們在島嶼寫作」系列之作家紀錄片，票房破一百萬。

## 擔任評審
2018年臺中市政府文化局邀請方梓、方耀乾、王金選、平路、石德華、向陽、宇文正、吳晟、李如青、李勤岸、曹俊彥、陳幸蕙、陳憲仁、陳雨航、曾貴海、楊翠、楊錦郁、劉克襄、蔡素芬、蕭蕭、鍾永豐、鍾怡雯等國內作家、詩人組成本屆台中文學獎評審團。

## 評論
作家顏炳華評論：「吳晟的詩誠然不是流行性的，也不光彩奪目，吳晟著作《向孩子說》書影但在他如泥土般真摯厚重的作品中，我們卻可以從平實中見深情，從平淡中見深刻。」
第二屆中國現代詩獎評委評定吳晟：「詩風樸實，自然有力，以鄉土性的語言，表現時代變化中的愁緒，真摯感人。」

## 獲獎
第二屆中國現代詩獎、彰化縣磺溪文學獎第四屆特別貢獻獎、第三十屆吳三連文學獎、台灣文學獎圖書類新詩金典獎。

## 相關連結
- 莊紫蓉：〈田梗上的詩人：吳晟專訪〉，原刊《台灣文藝》第172期（2000年10月20日）
- 林明德：〈在傑作中尋幽訪勝〉（页面存档备份，存于） 原刊《台灣日報‧副刊》（2005年12月19日）

## 外部連結
- 吳晟的Facebook專頁